# Nearctodesmus amissus
Nearctodesmus amissus är en mångfotingart som beskrevs av Chamberlin 1949. Nearctodesmus amissus ingår i släktet Nearctodesmus och familjen Nearctodesmidae. Inga underarter finns listade i Catalogue of Life.